# Marder (pansarskyttefordon)
Marder är ett tyskt pansarskyttefordon som tillverkades av Rheinmetall Landsysteme (RLS). Marder var länge huvudtransportfordon för Bundeswehrs pansarskyttar i armén. För närvarande används versionerna 1A3, 1A4 och 1A5. Marder ersätts av pansarskyttefordonet Puma, som sedan 2015 tillverkas genom ett samarbete mellan Krauss-Maffei Wegmann och RLS.

## Historik
Under uppbyggnadsfasen av Bundeswehr var det mycket svårt att hitta ett lämpligt pansarskyttefordon, eftersom inget fordon var lämpat för de tyska pansarskyttarnas stridsmetoder. Detta blev också tydligt vid den tillfälliga anskaffningen av M39 och Universal Carrier. Därför fick det schweiziska företaget Hispano-Suiza redan i maj 1956 i uppdrag att utveckla pansarskyttefordonet HS 30. Av många skäl blev dock HS 30-projektet ett misslyckande. Redan när leveranserna av fordonen började hösten 1959 stod det klart för arméns ledningsstab att HS 30 i endast skulle kunna täcka pansarskyttarnas omedelbara behov. Det var dock inte den rätta lösningen för ett pansarskyttefordon som kunde komplettera stridsvagnen Leopard 1, som då var under utveckling.
Redan i januari 1960 tilldelades de två företagsgrupperna Rheinstahl (dotterbolag Ruhrstahl och Hanomag) och Henschel tillsammans med MOWAG de första utvecklingskontrakten för sju prototyper av fordonet. Eftersom prototyperna inte motsvarade förväntningarna ingicks i oktober 1962 utvecklingsavtal för sju nya prototyper med företagen Rheinstahl och MOWAG. Henschel deltog inte i denna tävling. Även med den andra generationens prototyper blev det uppenbart att det behövdes ytterligare en generation prototyper. I slutet av 1964 ingicks utvecklingsavtal med Rheinstahl och MOWAG för att bygga totalt tolv prototyper av tredje generationen. Under 1965 och 1966 genomgick fordonen teknisk prövning och en efterföljande truppprövning.
I oktober 1966 gjordes valet till Rheinstahls pansarskyttefordon, MOWAG slogs ut. Under perioden 1968 och 1969 testades förseriefordonen. I oktober 1969 ingicks ett inköpsavtal med Rheinstahl som huvudleverantör och Maschinenbau Kiel (MaK) som underleverantör. I maj 1971 överlämnades de första Marder till Bundeswehr. Enhetspriset var cirka 1,05 miljoner D-mark. Under perioden 1971-1975 tillverkades totalt 2 136 Marder för Bundeswehr.

## Export
1977 exporterade Henschel den lätta stridsvagnen Tanque Argentino Mediano (TAM) till Argentina. Därefter följde pansarskyttefordonet Vehiculo de Combate Transporte de Personal (VCTP), granatkastarbandvagnar, stridsledningsbandvagnar, bandhaubitser, ambulanser, bärgningsbandvagnar och raketartilleri som familjefordon. Under 1990-talet försöktes även att sälja Marder till Schweiz och Grekland, men utan framgång. Grekland var intresserat av att köpa 422 fordon under 2009. Projektet misslyckades dock på grund av finansieringsproblem.
År 2008 beslöt Chile att köpa 200 Marder1A3 och sju förarutbildningsvagnar ur Bundeswehrs förråd. Dessutom tillkom ytterligare trettio fordon under 2011 för att användas för att ge reservdelar.
År 2015 såldes 42 Marder1A3 från Rheinmetalls lager till Indonesien.
Mellan 2017 och 2020 överlämnades dessutom totalt 75 Marder1A3, inklusive två förarutbildningsvagnar och ett reservdelspaket, till Jordanien som en del av ett stöd från den tyska regeringen.
Ett halvt år efter Rysslands invasion av Ukraina kom Tyskland i september 2022 överens med Grekland om ett ringbyte för att ersätta 40 grekiska BMP-1-pansarskyttefordon som skickats till Ukraina med 40 tyska Marder 1A3. De första Marder anlände i Grekland i oktober 2022.
I januari 2023 kom Tysklands förbundskansler Olaf Scholz och USA:s president Joe Biden överens om att Tyskland ska leverera 40 Marder till Ukraina. Fordonen ska komma från industrins lager och leveranserna ska påbörjas under första kvartalet 2023.
Rheinmetall fick i augusti 2023 ännu ett uppdrag av Tysklands förbundsregering att leverera ytterligare 40 Marder 1A3 till Ukraina. Leveranserna ska börja samma år.

## Varianter

### Marder 1A1
Mellan 1979 och 1982 installerades mörkerseende utrustning och dubbla ammunitionsbandmatare för automatkanonen.

### Marder 1A2
Mellan 1984 och 1989 anpassades 1 462 fordon till utrustning för värmekameror för skytten och till SEM 80/90-radioutrustning. Dessutom slopades den bakre lavetten och ett nytt kamouflagemönster användes.

### Marder 1A3
Mellan 1989 och 1998 utrustades 2 097 fordon med extra pansar för kanontorn och underdel, samt omkonstruktion av ammunitionsförvaring och matning. Automatkanonen flyttades till tornets vänstra sida och nya säten för befälhavaren och skytten infördes. Vikten ökade från 27,5 ton till 33,5 ton.

### Marder 1A4
Mellan 1998 och 2000 utrustades 24 fordon med radion SEM 93.

### Marder 1A5
Mellan 2002 och 2005 blev 74 fordon utrustade med bättre skydd mot minor. Även GPS-mottagare, förstärkta bromsar och bredare kedjor (500 mm) installerades. Det skedde en ökning av vikten till 37,4 ton.

#### Marder 1A51
Mellan 2010 och 2011 utrustades 35 fordon med rymdkylsystem och fick ny kamouflage och elektronisk skyddsutrustning.

## Användare
| Land       | Marder 1A3 | Marder 1A4 | Marder 1A5 | Totalt |
| ---------- | ---------- | ---------- | ---------- | ------ |
| Chile      | 207        |            |            | 207    |
| Grekland   | 40         |            |            | 40     |
| Indonesien | 42         |            |            | 42     |
| Jordanien  | 77         |            |            | 77     |
| Tyskland   |            |            |            | 382    |
| Totalt     |            |            |            | 748    |